# Smolenka, Krînîcikî
Smolenka (în ucraineană Смоленка) este un sat în comuna Huleaipole din raionul Krînîcikî, regiunea Dnipropetrovsk, Ucraina.

## Demografie
Componența lingvistică a localității Smolenka
     Ucraineană (100%)
Conform recensământului din 2001, toată populația localității Smolenka era vorbitoare de ucraineană (100%).